# Paradelta quadralis
Paradelta quadralis là một loài bướm đêm trong họ Noctuidae.